# Okerborstdwergmierpitta
De okerborstdwergmierpitta (Grallaricula flavirostris) is een zangvogel uit de familie Grallariidae (mierpitta's).

## Verspreiding en leefgebied
Deze soort komt voor van Costa Rica tot Bolivia en telt acht ondersoorten:
- G. f. costaricensis: Costa Rica en westelijk Panama.
- G. f. brevis: oostelijk Panama.
- G. f. ochraceiventris: oostelijk Colombia.
- G. f. mindoensis: noordelijk Ecuador.
- G. f. zarumae: zuidwestelijk Ecuador.
- G. f. flavirostris: oostelijk Colombia en oostelijk Ecuador.
- G. f. similis: oostelijk Peru.
- G. f. boliviana: westelijk Bolivia.

## Status
De grootte van de populatie is niet gekwantificeerd maar de soort wordt omschreven als schaars tot plaatselijk vrij algemeen. Op de Rode lijst van de IUCN heeft deze soort de status niet bedreigd.